# Capricornio
El projecte Capricornio va ser un pla espanyol per desenvolupar un vehicle llançador de tres etapes, amb motors propulsors alimentats per combustible sòlid, i amb capacitat d'injectar un satèl·lit de 50 quilograms en òrbita polar a 600 km d'altura. Va començar en 1991 per l'INTA, encara que es va cancel·lar en 2000.

## Antecedents

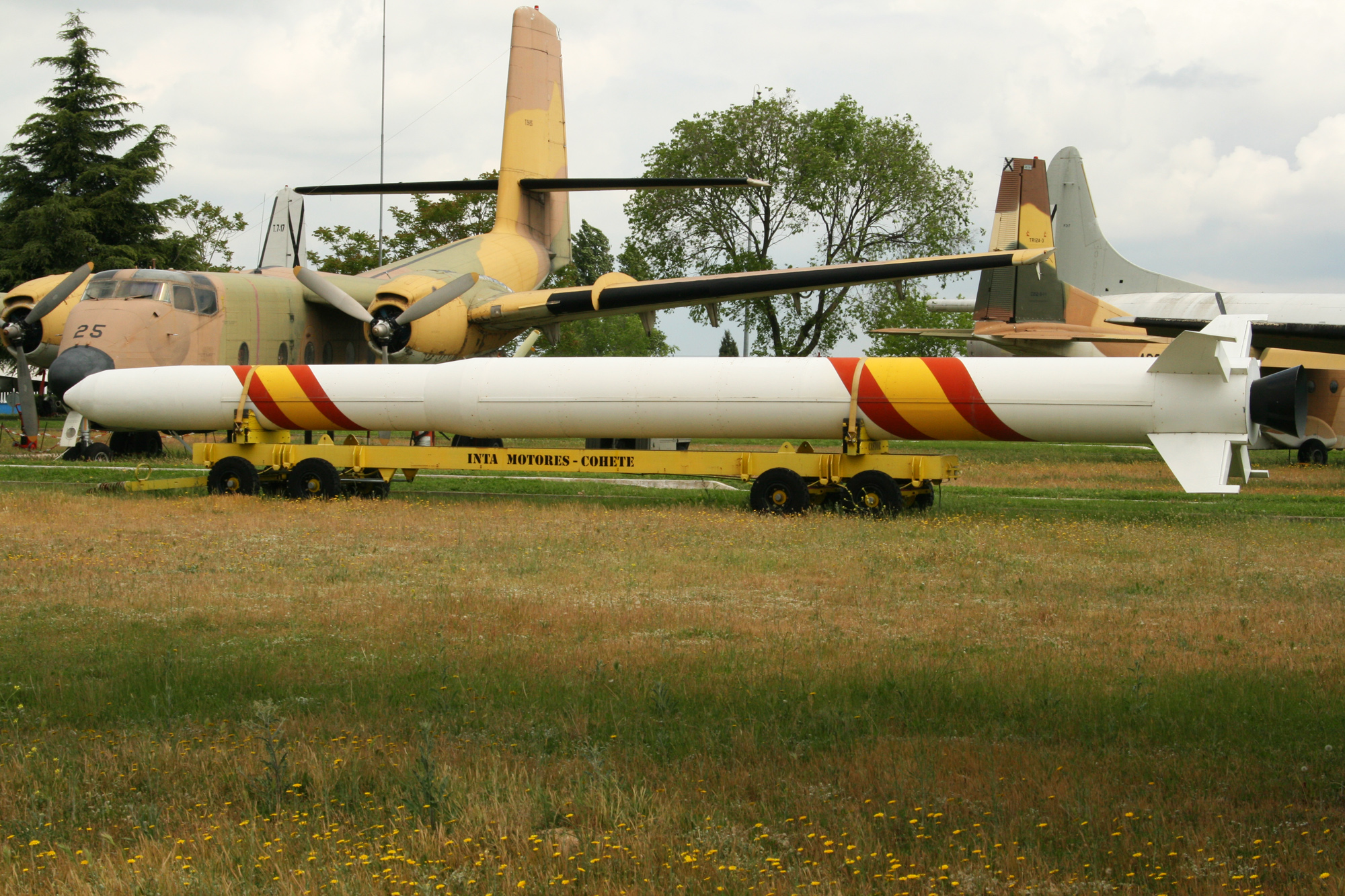
Maqueta d'un coet Capricornio.

Els primers estudis referents a un llançador espanyol es van dur a terme a l'INTA en 1988, encara que en aquests només s'analitzava la possibilitat d'escometre un projecte d'aquestes característiques a Espanya. Si bé el resultat era positiu, els primers estudis seriosos es van escometre en 1990, quan es va dur a terme un estudi de viabilitat que conduïa a un vehicle de quatre etapes, amb una capacitat d'injectar en òrbita polar baixa (600 km), un satèl·lit de 50 quilograms. Com a punt de llançament es va seleccionar l'illa d'El Hierro, per ser l'únic punt del territori nacional des del qual podien obtenir-se òrbites polars i sincròniques al Sol. No obstant això, aquest mateix estudi posava en evidència les manques existents a Espanya en el disseny i fabricació de motors per a coet. D'això es deduïa que era necessària una col·laboració conjunta en aquest camp, encara que el concepte i disseny general fos nacional. Es pretenia que almenys un dels motors fos nacional, amb la finalitat de perfeccionar la tecnologia necessària. En un futur, es considerava la possibilitat de poder fabricar tots els motors a Espanya, si bé en els vehicles d'aquest tipus és comú adquirir motors ja existents o que precisin algunes modificacions. Era també un objectiu col·locar la indústria espanyola en posició d'oferir motors de propulsor sòlid al mercat europeu, ocupat gairebé exclusivament per França, Itàlia i Alemanya.

## El primerCapricornio

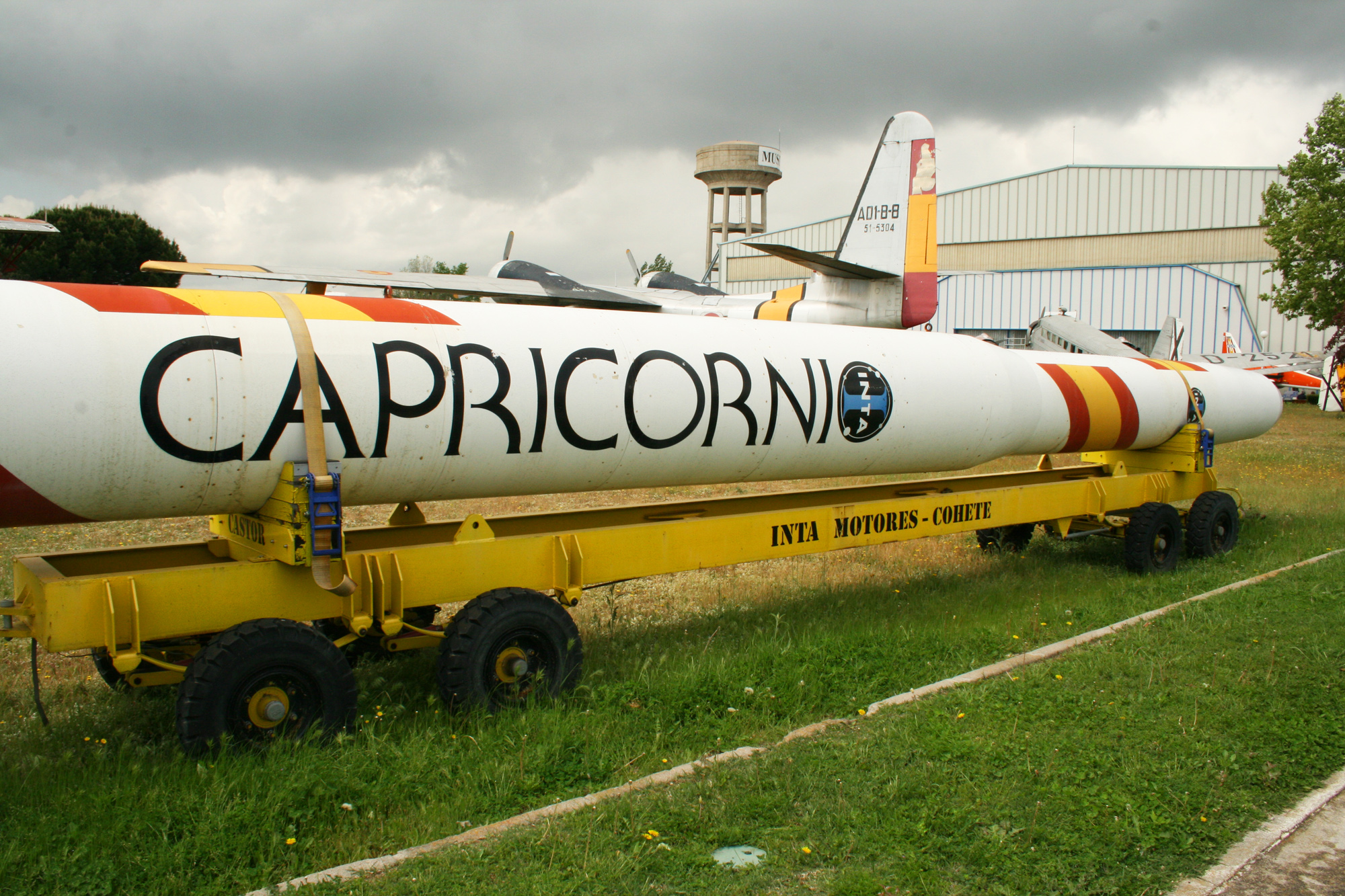
Maqueta d'un coet Capricornio.

En els anys 1991-1993 es van formar els equips de treball i es van analitzar diverses configuracions del vehicle, que va passar de les quatre etapes inicials a tres. Es va estudiar fins i tot que la tercera anés de propergol líquid, la qual cosa oferia nombrosos avantatges quant a precisió i eficiència; no obstant això tenia com a contrapartida la major complexitat, i un cost bastant més elevat que un motor de combustible sòlid; a més a Espanya no es tenia cap experiència en motors de propergoles líquids. Com a primera etapa, semblava gairebé forçat el motor Castor IV, de procedència estatunidenca, doncs no es va trobar un altre en catàleg disponible. Per a la tercera, a més de la citada de combustible líquid, hi havia diversos motors candidats, europeus i nord-americans. La segona seria la que s'escometria a Espanya; aquesta seria un motor espacial amb tots els seus requisits i donat la seva grandària moderada (uns 2000 kg), es podria abordar amb les capacitats espanyoles.
Les anàlisis i estudis van portar a una configuració final que llançava una massa total del vehicle d'unes 14 tones, i una longitud de 13,5 metres. Els tres motors serien: el Castor IVB, el Rigel i el Star-30C, el primer i tercer estatunidencs i el segon, com s'ha dit, espanyol. En paral·lel es van iniciar les gestions per construir una base de llançament a l'illa d'El Hierro.
A la fi de 1993, per diverses raons l'INTA es va plantejar abandonar el projecte. És possible que en això tingués alguna influència el Condor-II, encara que mai es va considerar l'ocupació d'aquest motor en el vehicle, ja que donades les seves característiques de booster militar no servia ni com primera etapa ni com segona.

## El demostradorArgo
En aquestes circumstàncies i donat tot el treball realitzat, el INTA va decidir introduir un vehicle demostrador i posposar uns anys el vehicle llançador. Aquest demostrador va rebre el nom d' Argo. La seva definició va ser molt ràpida, donada la capacitació dels equips de treball de l'INTA i la indústria. Constaria de dos motors: el primer de concepció clàssica, que es va designar com Deneb, amb una massa de 2.760 kg, un diàmetre de 820 mil·límetres i una longitud de 5,2 metres; el segon, amb el nom de Mizar, seria completament espacial amb càmera de fibra de carboni i tovera orientable, la seva massa seria de 690 kg, longitud 1,63 metres i diàmetre 830 mil·límetres. A més, tots dos haurien de ser completament nacionals. El llançament s'efectuaria per mitjà d'un riell des d'El Arenosillo. La massa total aconseguiria els 4.100 kg i la longitud 9,2 metres; s'estimava que podria portar una càrrega útil d'entre 150 i 300 kg.
L' Argo serviria per posar a punt, no solament les tecnologies de propulsió, sinó també les d'aviònica, separació d'etapes, motors de control d'actitud, actuadors, estructures, còfia, guiat, programari, etc. L'evolució futura prevista era que el motor Deneb evolucionés cap a la segona etapa del Capricorn, i el Mizar, amb canvis mínims, anés la tercera; una bona part dels altres grans subsistemes també passarien gairebé íntegres.
D'aquest demostrador es van acabar molts elements, però mai va arribar a volar.

## El segonCapricornio
El projecte Capricornio es va reprendre en 1996. Es continuava amb el Castor IVB com a primera etapa i els Deneb i Mizar, degudament modificats, com a segona i tercera etapes. En les negociacions amb l'empresa Thiokol, fabricant del Castor IVB, es va suggerir que, incrementant la massa de la segona etapa es podria arribar a col·locar una càrrega de gairebé 100 kg en òrbita, la qual cosa faria que el Capricornio fos un vehicle atractiu per al mercat estatunidenc. Això va donar lloc al motor Deneb-T, la massa de la qual seria d'uns 6000 kg. Aquest motor no podria ser carregat amb el propulsant a Espanya, a causa de la seva massa, per la qual cosa es van estudiar les possibilitats de fer-ho a França o als Estats Units, deixant la nacionalització completa per més endavant. El vehicle resultant tindria una massa de 18,5 tones i una longitud de 19,5 metres.
Els projectes de l' Argo i del Capricornio van avançar en conjunció, es van contractar dos motors Castor IVB, així com una gran part dels subsistemes amb la indústria nacional i europea.
Finalment, l'interès de l'INTA per aquest projecte va decaure, i es va cancel·lar de forma pràctica a la fi de 1998, encara que oficialment ho va ser dos anys més tard.

## Satèl·lits
Com un possible primer satèl·lit es va considerar el Nanosat 01, desenvolupat pel mateix INTA, el primer prototip de la qual va ser llançat en un Ariane 5, com a càrrega addicional, el 17 de desembre de 2004, i el Nanosat-1B el 29 de juliol de 2009, en un coet Dnièper.

## Dades tècniques
- Massa a l'enlairament: 18.500 kg
- Longitud total: 19,52 m
- Diàmetre principal: 1,02 m
- Capacitat orbital: 100 kg/600 km polar

## El coet Capricorn en la cultura popular
El coet és tema central de la novel·la Cazar al Capricornio de Francisco Castillo Arenas.

## El coet avui
No existeix cap maqueta del vehicle. La que es mostra en el Museu de l'Aire es va realitzar expressament per a la celebració del cinquantenari de l'INTA, que es va celebrar en 1992.
Existeixen en els magatzems de l'INTA materials dels motors Deneb i Mizar, així com altres elements i instal·lacions.